# Ізяк-Нікітино (Сарактаський район)
Ізя́к-Нікі́тино (рос. Изяк-Никитино) — село у складі Сарактаського району Оренбурзької області, Росія.

## Населення
Населення — 264 особи (2010; 286 у 2002).
Національний склад (станом на 2002 рік):
- росіяни — 71 %